# Florian Le Joncour
Florian Yves Le Joncour (* 3. Februar 1995 in Quimper) ist ein französischer Fußballspieler. Er spielt für die SV Elversberg in der 2. Bundesliga.

## Karriere

### Verein
Die Karriere des in der Bretagne geborene Le Joncour begann bei seinem Jugendverein EA Guingamp. Dort spielte er bis 2013 in der U 17 und U 19. Nach weiteren Stationen bei US Concarneau, SM Caen und US Avranches wechselte der Abwehrspieler im Jahr 2020 zu RWD Molenbeek und spielte dort in der 1. und 2. Belgischen Liga. Seit Februar 2024 tritt er für die SV Elversberg in der 2. Fußball-Bundesliga an. Beim Spiel gegen den SV Darmstadt 98 zog er sich am 31. August 2024 eine schwere Ellenbogenverletzung zu und musste in der Folge pausieren. Sein Vertrag mit der SV Elversberg wurde im Oktober 2024 vorzeitig bis Sommer 2027 verlängert. Nach seiner Verletzung stand Le Joncour am 30. November 2024 beim Heimspiel gegen den SC Paderborn wieder im Kader der SV Elversberg, kam jedoch nicht zum Einsatz. Beim Auswärtsspiel in Braunschweig am 15. Dezember 2024 wurde Le Joncour in der 74. Spielminute für Tom Zimmerschied eingewechselt.